# Drużyna marzeń (film)
Drużyna marzeń (ang. The Dream Team; inne tłum. Drużyna czubków, Wymarzona grupa) – amerykańska komedia z 1989.

## Obsada
- Michael Keaton - Billy Caufield
- Christopher Lloyd - Henry Sikorsky
- Peter Boyle - Jack McDermott
- Stephen Furst - Albert Ianuzzi
- Dennis Boutsikaris - dr Jeff Weitzman
- Lorraine Bracco - Riley
- James Remar - Gianelli
- Philip Bosco - O’Malley
- Milo O’Shea - dr Newald
- MacIntyre Dixon - dr Verboven
- Jack Gilpin - dr Talmer
- Michael Lembeck - Ed
- Larry Pine - Tom Canning
- John Stocker - Murray
- Lizbeth MacKay - żona Henry’ego

i inni.

## Fabuła
Doktor Weitzman, znany z niekonwencjonalnych metod leczenia, postanawia w ramach terapii zabrać swych czterech pacjentów ze szpitala psychiatrycznego na mecz futbolowy do Nowego Jorku. Po przybyciu do miasta psychiatra staje się przypadkowym świadkiem morderstwa, zostaje pobity i trafia do szpitala. Od tej chwili jego podopieczni Billy, Henry, Jack i Albert są zdani na siebie.